# Mitja Kunc
Mitja Kunc (Črna na Koroškem, 12. studenog 1971.) bivši je slovenski alpski skijaš.
Prve je bodove u Svjetskom kupu osvojio u sezoni 1989/1990. Najveće trenutke svoje karijere imao je sredinom 1990-ih. Imao je jedno drugo mjesto iz veleslaloma, a u slalomskoj utrci na Igrama u Lillehammeru 1994. bio je četvrti, tik iza Jure Košira. Te godine ima i sedmo mjesto iz kombinacije.
Poslije toga su ga zaustavile ozljede, pa je svoj drugi vrhunac u karijeri imao krajem 1990-ih. 27. veljače 2000. u južnokorejskom Jong Pjongu u slalomu ostvario je svoju jedinu pobjedu u karijeri. 10. veljače 2001. na SP u St. Antonu osvojio je brončanu medalju u slalomu. Poslije toga su ga ponovo pokosile ozljede i nije imao značajnijih rezultata. Karijeru je završio 27. veljače 2005. kao predvozač slalomske utrke u Kranjskoj Gori.

## Pobjede u Svjetskom kupu
| Datum             | Skijalište | Disciplina |
| ----------------- | ---------- | ---------- |
| 27. veljače 2000. | Jong Pjong | Slalom     |